# Dizenterie
Dizenteria este o inflamație acută a intestinului, în special a colonului, caracterizată de o diaree severă cu posibilitatea apariției sângelui în fecale. Mai sunt specifice febra și durerile abdominale. Dacă nu este tratată, această boală poate fi fatală. Cauzele ei sunt de mai multe tipuri: bacterii, protozoare sau viermi paraziți. Tratarea începe cu administrarea orală a unor mari cantități de lichide, ulterior, după stabilirea cauzei bolii, recurgându-se la tratamentul medicamentos.